# Bilskirnir
Bilskirnir, é o salão do deus Þórr nas crenças do Paganismo nórdico, para onde iriam as almas dos escravos, fazendeiros e trabalhadores. Aqui ele vive com sua esposa Sif e seus filhos. De acordo com o Grímnismál , o salão é o maior dos edifícios já feitos e localizadas em  Þrúðvangar. Em Grímnismál ele afirma: "enn hǫll hans heitir Bilskírnir: í þeim sal eru fimm hundruð gólfa ok fjórir tigir" - (Quinhentos andares e quarenta dezenas) NB "cem" em nórdico antigo (Old Norse) realmente significou 120, como foi o sistema básico de contagem. Também 'gólfa' significa andares não quartos. Portanto, uma tradução seria que Bilskirnir tem 640 andares.